# میوزیکال تایمز
میوزیکال تایمز (انگلیسی: The Musical Times) یک ژورنال دانشگاهی دربارهٔ موسیقی کلاسیک که از سال ۱۸۴۴ تا کنون در بریتانیا منتشر می‌شود. این ژورنال تا سال ۱۹۰۳ نام دیگری داشت و نام کنونی‌اش از سال ۱۹۰۴ به بعد فراگیر شد.